# Valeur de l'ECU
La valeur de l'ECU (European Currency Unit, « unité de compte européenne ») était déterminée par un panier de monnaie comprenant tout ou partie des monnaies des États membres de l'Union européenne.

## Détermination de la valeur de l'ECU dans une monnaie donnée

### Définition - formule
Soit une monnaie X donnée (pas forcément une monnaie du  panier) dans laquelle on cherche à exprimer la valeur d'un ECU. Le taux de conversion est alors défini par :
{\displaystyle {\frac {ECU}{X}}=\sum _{j}b(j)\times {\frac {j}{X}}}
où {\displaystyle j} désigne chacune des monnaies du panier et {\displaystyle b(j)} est la quantité de monnaie {\displaystyle j} dans le panier (voir ci-dessous).

### Monnaies dans le panier et valeur des coefficients
Lors de sa création le 13 mars 1979, 8 monnaies faisaient partie du panier : franc belge (BEF), mark allemand (DEM), couronne danoise (DKK), franc français (FRF), livre sterling (GBP), livre irlandaise (IEP), lire italienne (ITL) et florin néerlandais (NLG), c'est-à-dire les monnaies de tous les pays alors membres de l'UE sauf le Luxembourg (dont la monnaie est à parité égale avec le franc belge et donc compté dans la part correspondante). À la suite de l'adhésion de la Grèce le 1er janvier 1981, la drachme grecque (GRD) s'ajoute aux autres monnaies du panier le 17 septembre 1984. La peseta espagnole (ESP) et l'escudo portugais (PTE) rejoignent le panier le 21 septembre 1989, à la suite de l'adhésion de l'Espagne et du Portugal à l'UE le 1er janvier 1986. Le franc luxembourgeois (LUF) joint le panier à cette même date.
Jusqu'au remplacement de l'ECU par l'euro, la composition de l'ECU était la suivante :
| Period                                    | Quantité de chaque unité monétaire nationale (poids, c'est-à-dire pourcentage de contribution à la valeur totale) | Quantité de chaque unité monétaire nationale (poids, c'est-à-dire pourcentage de contribution à la valeur totale) | Quantité de chaque unité monétaire nationale (poids, c'est-à-dire pourcentage de contribution à la valeur totale) | Quantité de chaque unité monétaire nationale (poids, c'est-à-dire pourcentage de contribution à la valeur totale) | Quantité de chaque unité monétaire nationale (poids, c'est-à-dire pourcentage de contribution à la valeur totale) | Quantité de chaque unité monétaire nationale (poids, c'est-à-dire pourcentage de contribution à la valeur totale) | Quantité de chaque unité monétaire nationale (poids, c'est-à-dire pourcentage de contribution à la valeur totale) | Quantité de chaque unité monétaire nationale (poids, c'est-à-dire pourcentage de contribution à la valeur totale) | Quantité de chaque unité monétaire nationale (poids, c'est-à-dire pourcentage de contribution à la valeur totale) | Quantité de chaque unité monétaire nationale (poids, c'est-à-dire pourcentage de contribution à la valeur totale) | Quantité de chaque unité monétaire nationale (poids, c'est-à-dire pourcentage de contribution à la valeur totale) | Quantité de chaque unité monétaire nationale (poids, c'est-à-dire pourcentage de contribution à la valeur totale) |
| ----------------------------------------- | --- | --- | --- | --- | --- | --- | --- | --- | --- | --- | --- | --- |
| Du 13 mars 1979 au 16 septembre 1984      | BEF | DEM | DKK | FRF | GBP | IEP | ITL | NLG | LUF | | | |
| Du 13 mars 1979 au 16 septembre 1984      | 3,80 (9,64 %) | 0,828 (32,98 %)                                                                                                   | 0,217 (3,06 %) | 1,15 (19,83 %) | 0,0885 (13,34 %)                                                                                                  | 0,00759 (1,15 %)                                                                                                  | 109 (9,49 %) | 0,286 (10,51 %)                                                                                                   | — | | | |
| Du 17 septembre 1984 au 21 septembre 1989 | BEF | DEM | DKK | FRF | GBP | IEP | ITL | NLG | LUF | | | |
| Du 17 septembre 1984 au 21 septembre 1989 | 3,85 (8,57 %) | 0,719 (32,08 %)                                                                                                   | 0,219 (2,69 %) | 1,31 (19,06 %) | 0,0878 (14,98 %)                                                                                                  | 0,00871 (1,20 %)                                                                                                  | 140 (9,98 %) | 0,256 (10,13 %)                                                                                                   | — | | | |
| Du 21 septembre 1989 au 31 décembre 1998  | BEF | DEM | DKK | FRF | GBP | IEP | ITL | NLG | LUF | ESP | GRD | PTE |
| Du 21 septembre 1989 au 31 décembre 1998  | 3,301 (8,183 %)                                                                                                   | 0,6242 (31,915 %)                                                                                                 | 0,1976 (2,653 %)                                                                                                  | 1,332 (20,306 %)                                                                                                  | 0,08784 (12,452 %)                                                                                                | 0,008552 (1,086 %)                                                                                                | 151,8 (7,84 %) | 0,2198 (9,87 %)                                                                                                   | 0,13 (0,322 %) | 6,885 (4,138 %)                                                                                                   | 1,44 (0,437 %) | 1,393 (0,695 %)                                                                                                   |
| 1999                                      | EUR | EUR | EUR | EUR | EUR | EUR | EUR | EUR | EUR | EUR | EUR | EUR |
| 1999                                      | 1,0 (100 %) | | | | | | | | | | | |

1. 1 2  Le franc luxembourgeois était en union monétaire avec le franc belge et par conséquent représenté dans le poids du franc belge.

Les quantités de chaque monnaie, correspondant aux coefficients {\displaystyle b(j)} évoqués au-dessus, sont fixes et constituent la définition de l'ECU aux dates considérées. Les poids {\displaystyle P(j)} sont pour leur part variables, changeant au gré des variations du cours du change entre les monnaies. Les poids indiqués ci-dessus sont évalués aux cours pivots du 13 mars 1979, du 17 septembre 1984 et du 31 décembre 1998 respectivement.
Le lien entre les coefficients {\displaystyle b(j)} et les poids {\displaystyle P(j)} est :
{\displaystyle P(i)=b(i)\times {\frac {ECU}{i}}} où {\displaystyle i} est une des monnaies {\displaystyle j}.
En utilisant la formule de la partie précédente, on obtient la formule suivante donc le lien suivant : 
{\displaystyle P(i)=b(i)\times \sum _{j}b(j)\times {\frac {j}{i}}}

### Passage à l'euro et détermination des taux de change
Un règlement datant du 17 juin 1997 fixe certaines dispositions relatives à l'introduction. Parmi celles-ci, la valeur initiale de l'euro, au moment de sa création officielle (1er janvier 1999), est définie « au taux d'un  euro pour un écu » (article 2). Il y est également défini que les taux de conversion entre l'euro et les anciennes monnaies sont exprimés « pour la contre-valeur d'un euro dans chacune des monnaies nationales des États membres participants » et qu'« [i]ls comportent six chiffres significatifs » (article 4).
Au moment du basculement vers l'euro, les parités entre l'euro et les autres monnaies sont déterminées le 1er ou plutôt le 4 (premier jour d'activité boursière) janvier 1999, à partir des taux réels de l'ECU au dernier jour d'activité boursière de 1998, le jeudi 31 décembre 1998.
Le 31 décembre 1998 donc, juste avant le passage à l'euro, les taux de change entre les monnaies membres du panier de l'écu (dont certaines n'ont pas été remplacées à ce moment par l'euro) et les autres monnaies de l'Union européennes (certaines ayant été remplacées par l'euro) étaient les suivants :
|       | ATS/…     | BEF/…     | DEM/…    | DKK/…     | ESP/…      | FIM/…    | FRF/…    | GBP/…   | GRD/…       | IEP/…    | ITL/…       | LUF/…     | NLG/…    | PTE/…      | SEK/…     |
| …/ATS | 1,00000   | 0,341109  | 7,03553  | 1,84732   | 0,0827011  | 2,31432  | 2,09774  | 19,5056 | 0,0417372   | 17,4720  | 0,00710660  | 0,341109  | 6,23256  | 0,0686361  | 1,45028   |
| …/BEF | 2,93161   | 1,00000   | 20,6255  | 5,41564   | 0,242448   | 6,78468  | 6,14978  | 57,1828 | 0,122357    | 51,2211  | 0,0208338   | 1,00000   | 18,2715  | 0,201215   | 4,25166   |
| …/DEM | 0,142136  | 0,0484838 | 1,00000  | 0,262571  | 0,0117548  | 0,328947 | 0,298164 | 2,77244 | 0,005932348 | 2,48339  | 0,00101010  | 0,0484838 | 0,885869 | 0,00975564 | 0,206137  |
| …/DKK | 0,541324  | 0,184650  | 3,80850  | 1,00000   | 0,0447681  | 1,25279  | 1,13556  | 10,5588 | 0,0225934   | 9,45800  | 0,00384697  | 0,184650  | 3,37383  | 0,0371544  | 0,785071  |
| …/ESP | 12,0917   | 4,12460   | 85,0718  | 22,3373   | 1,00000    | 27,9841  | 25,3654  | 235,856 | 0,504676    | 211,267  | 0,0859312   | 4,12460   | 75,3625  | 0,829930   | 17,5364   |
| …/FIM | 0,432093  | 0,147391  | 3,04000  | 0,798215  | 0,0357346  | 1,00000  | 0,906421 | 8,42822 | 0,0180344   | 7,54952  | 0,00307071  | 0,147391  | 2,69304  | 0,0296572  | 0,626656  |
| …/FRF | 0,476703  | 0,162607  | 3,35385  | 0,880623  | 0,0394238  | 1,10324  | 1,00000  | 9,29835 | 0,0198962   | 8,32894  | 0,00338774  | 0,162607  | 2,97108  | 0,0327190  | 0,691352  |
| …/GBP | 0,0512674 | 0,0174878 | 0,360693 | 0,0947075 | 0,00423987 | 0,118649 | 0,107546 | 1,00000 | 0,00213976  | 0,895743 | 0,000364337 | 0,0174878 | 0,319527 | 0,00351880 | 0,0743521 |
| …/GRD | 23,9594   | 8,17278   | 168,567  | 44,2608   | 1,98147    | 55,4497  | 50,2608  | 467,342 | 1,00000     | 418,618  | 0,170270    | 8,17278   | 149,329  | 1,64448    | 34,7479   |
| …/IEP | 0,0572345 | 0,0195232 | 0,402675 | 0,105731  | 0,00473336 | 0,132459 | 0,120063 | 1,11639 | 0,00238881  | 1,00000  | 0,000406743 | 0,0195232 | 0,356717 | 0,00392835 | 0,0830061 |
| …/ITL | 140,714   | 47,9989   | 989,999  | 259,945   | 11,6372    | 325,657  | 295,182  | 2744,71 | 5,87302     | 2458,56  | 1,00000     | 47,9989   | 877,009  | 9,65807    | 204,075   |
| …/LUF | 2,93161   | 1,00000   | 20,6255  | 5,41564   | 0,242448   | 6,78468  | 6,14978  | 57,1828 | 0,122357    | 51,2211  | 0,0208338   | 1,00000   | 18,2715  | 0,201215   | 4,25166   |
| …/NLG | 0,160448  | 0,0547302 | 1,12884  | 0,296399  | 0,0132692  | 0,371327 | 0,336578 | 3,12963 | 0,00669664  | 2,80334  | 0,00114024  | 0,0547302 | 1,00000  | 0,0110125  | 0,232694  |
| …/PTE | 14,5696   | 4,969819  | 102,505  | 26,9147   | 1,20492    | 33,7187  | 30,5633  | 284,188 | 0,608094    | 254,560  | 0,103540    | 4,96982   | 90,8058  | 1,00000    | 21,1300   |
| …/SEK | 0,689522  | 0,235202  | 4,85115  | 1,27377   | 0,0570242  | 1,59577  | 1,44644  | 13,4495 | 0,0287787   | 12,0473  | 0,00490016  | 0,235202  | 4,29748  | 0,0473261  | 1,00000   |

En reprenant les données précédentes, on peut alors par exemple calculer la valeur de l'ECU en francs français à cette date :
{\displaystyle {\frac {XEU}{FRF}}=\sum _{j}b(j)\times {\frac {j}{FRF}}}
{\displaystyle =(0,6242\times 3,35385)+(1,332\times 1,00000)+(0,08784\times 9,29835)+(151,8\times 0,00338774)}
{\displaystyle +(0,2198\times 2,97108)+(3,301\times 0,162607)+(0,130\times 0,162607)+(6,885\times 0,0394238)}
{\displaystyle +(0,1976\times 0,880623)+(0,008552\times 8,32894)+(1,44\times 0,0198962)+(1,393\times 0,0327190)}
{\displaystyle =6,55957}
On retrouve le taux de change de l'euro en francs français à son introduction le lendemain 1er janvier 1999. 
De la même façon, les taux face à l'euro pour les autres monnaies des pays membres de l'U.E. étaient les suivants :
| Monnaie                    | Code ISO 4217 | ₠   | €   | Taux de change par rapport à l'euro |
| Schilling autrichien       | ATS           | Non | Oui | 13,760 3                            |
| Franc belge                | BEF           | Oui | Oui | 40,339 9                            |
| Mark allemand              | DEM           | Oui | Oui | 1,955 83                            |
| Couronne danoise           | DKK           | Oui | Non | 7,448 78                            |
| Peseta espagnole           | ESP           | Oui | Oui | 166,386                             |
| Mark finlandais            | FIM           | Non | Oui | 5,945 73                            |
| Franc français             | FRF           | Oui | Oui | 6,559 57                            |
| Livre sterling britannique | GBP           | Oui | Non | 0,705 455                           |
| Drachme grecque            | GRD           | Oui | Non | 329,689                             |
| Livre irlandaise           | IEP           | Oui | Oui | 0,787 564                           |
| Lire italienne             | ITL           | Oui | Oui | 1 936,27                            |
| Franc luxembourgeois       | LUF           | Oui | Oui | 40,339 9                            |
| Florin néerlandais         | NLG           | Oui | Oui | 2,208 71                            |
| Escudo portugais           | PTE           | Oui | Oui | 200,482                             |
| Couronne suédoise          | SEK           | Non | Non | 9,488 03                            |